# Jason Richardson

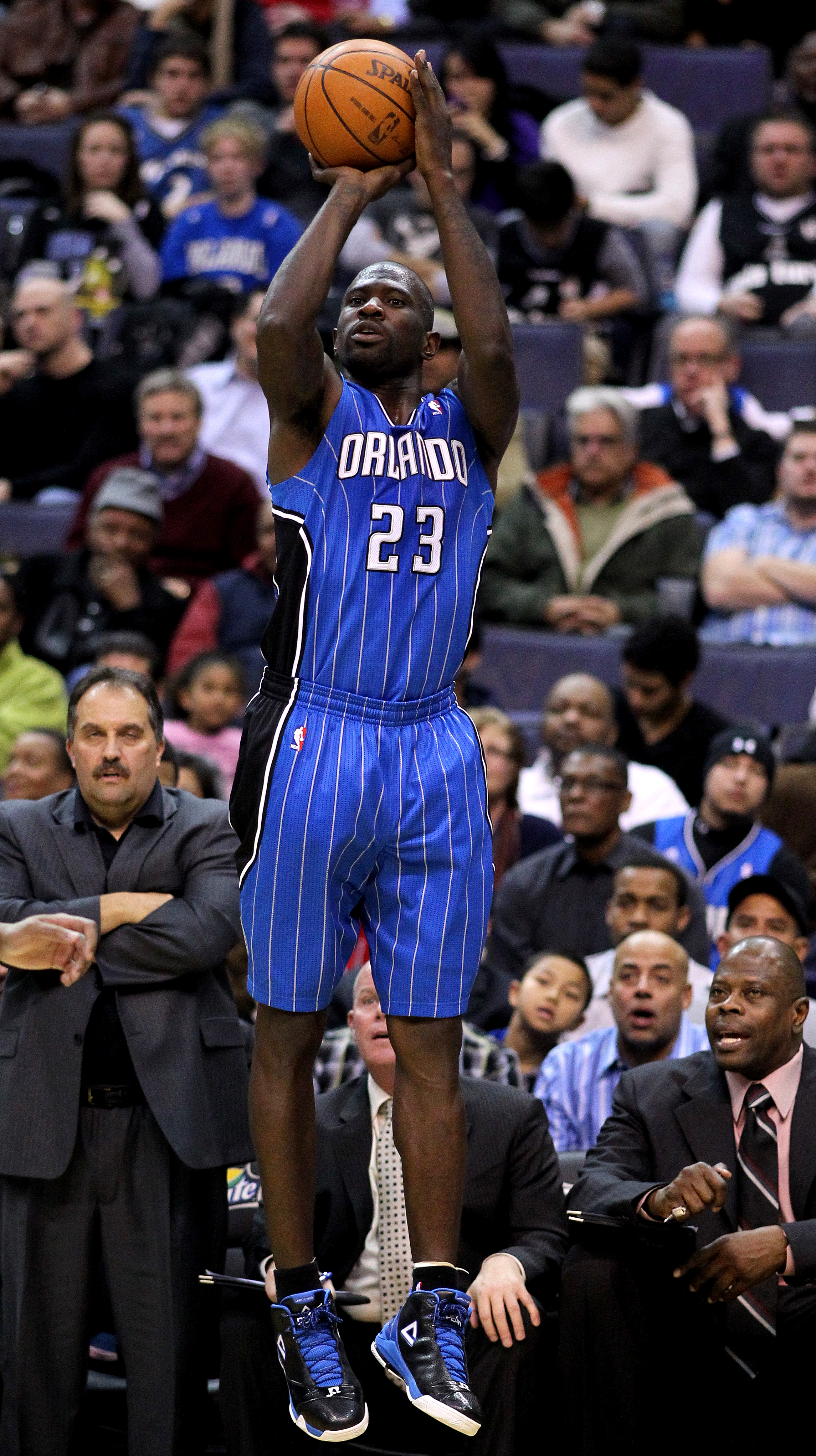
Jason Richardson em 2009, jogando pelo Orlando Magic

Jason Anthoney Richardson (Saginaw, Michigan, 20 de janeiro de 1981) é um ex-jogador profissional de basquetebol que jogava na posição de Ala-armador na National Basketball Association (NBA). Em toda sua carreira Richardson fez 14.644 pontos, pegou 4.245 rebotes e deu 2.284 assistências.
Richardson foi a quinta escolha geral no Draft da NBA de 2001, selecionado pelo Golden State Warriors.
Ele venceu o Slam Dunk Contest por duas vezes em 2002 e 2003, juntando-se a Michael Jordan que também ganhou duas vezes e perdendo apenas para Nate Robinson com três.

## Estatísticas na NBA

### Temporada regular
| Ano     | Equipe       | PJ  | PT  | MPP  | %TC  | %3P  | %TL  | RPP | APP | ROB | TPP | PPJ  |
| ------- | ------------ | --- | --- | ---- | ---- | ---- | ---- | --- | --- | --- | --- | ---- |
| 2001-02 | Golden State | 80  | 75  | 32.9 | .426 | .333 | .671 | 4.3 | 3.0 | 1.3 | .4  | 14.4 |
| 2002-03 | Golden State | 82  | 82  | 32.9 | .410 | .368 | .764 | 4.6 | 3.0 | 1.1 | .3  | 15.6 |
| 2003-04 | Golden State | 78  | 78  | 37.6 | .438 | .282 | .684 | 6.7 | 2.9 | 1.1 | .5  | 18.7 |
| 2004-05 | Golden State | 72  | 72  | 37.8 | .446 | .338 | .693 | 5.9 | 3.9 | 1.5 | .4  | 21.7 |
| 2005-06 | Golden State | 75  | 75  | 38.4 | .446 | .384 | .673 | 5.8 | 3.1 | 1.3 | .5  | 23.2 |
| 2006-07 | Golden State | 51  | 49  | 32.8 | .417 | .365 | .657 | 5.1 | 3.4 | 1.1 | .6  | 16.0 |
| 2007-08 | Charlotte    | 82  | 82  | 38.4 | .441 | .406 | .752 | 5.4 | 3.1 | 1.4 | .7  | 21.8 |
| 2008-09 | Charlotte    | 14  | 14  | 35.1 | .441 | .458 | .745 | 4.1 | 2.6 | 1.0 | .2  | 18.7 |
| 2008-09 | Phoenix      | 58  | 57  | 33.1 | .488 | .383 | .778 | 4.5 | 1.9 | 1.1 | .4  | 16.4 |
| 2009-10 | Phoenix      | 79  | 76  | 31.5 | .474 | .393 | .739 | 5.1 | 1.8 | .8  | .4  | 15.7 |
| 2010-11 | Phoenix      | 25  | 25  | 31.8 | .470 | .419 | .764 | 4.4 | 1.4 | 1.1 | .1  | 19.3 |
| 2010-11 | Orlando      | 55  | 55  | 34.9 | .433 | .384 | .701 | 4.0 | 2.0 | 1.2 | .2  | 13.9 |
| 2011-12 | Orlando      | 54  | 54  | 29.5 | .408 | .368 | .594 | 3.6 | 2.0 | 1.0 | .4  | 11.6 |
| 2012-13 | Philadelphia | 33  | 33  | 28.4 | .402 | .341 | .606 | 3.8 | 1.5 | 1.2 | .5  | 10.5 |
| 2014-15 | Philadelphia | 19  | 15  | 21.9 | .348 | .323 | .773 | 3.5 | 2.0 | .7  | .2  | 9.1  |
| Total   | Total        | 857 | 842 | 34.1 | .438 | .370 | .707 | 5.0 | 2.7 | 1.2 | .4  | 17.1 |

### Playoffs
| Ano   | Equipe       | PJ | PT | MPP  | %TC  | %3P  | %TL   | RPP | APP | ROB | TPP | PPJ  |
| ----- | ------------ | -- | -- | ---- | ---- | ---- | ----- | --- | --- | --- | --- | ---- |
| 2007  | Golden State | 11 | 11 | 38.9 | .476 | .354 | .704  | 6.7 | 2.0 | 1.3 | .5  | 19.1 |
| 2010  | Phoenix      | 16 | 16 | 33.3 | .502 | .475 | .759  | 5.4 | 1.1 | 1.1 | .2  | 19.8 |
| 2011  | Orlando      | 5  | 5  | 30.6 | .333 | .320 | 1.000 | 4.0 | 1.2 | .6  | .4  | 10.0 |
| 2012  | Orlando      | 5  | 5  | 29.6 | .396 | .370 | .417  | 3.8 | 1.0 | 1.2 | .4  | 11.4 |
| Total | Total        | 37 | 37 | 34.1 | .465 | .404 | .724  | 5.4 | 1.4 | 1.1 | .4  | 17.1 |